# Дымна, Анна
А́нна Ды́мна (пол. Anna Dymna; в девичестве: А́нна Дзя́дык; пол. Anna Dziadyk) (род. 20 июля 1951 года, Легница) — польская актриса театра и кино, литератор, ведущая на радиостанции.

## Биография
Родилась 20 июля 1951 года (в некоторых источниках информации указана другая, по всей видимости ошибочная дата — 2 июля), в старинном западнопольском городе Легнице в семье этнических  польских армян. Её семья происходит с территории сегодняшней Западной Украины.
Выпускница Государственной высшей театральной школы в Кракове. С 1971 года снимается в кино. С 1973 года служит в Старом театре в Кракове. С 1990 года преподаёт в Краковском университете. В 2002 году основала салон поэзии в Кракове при театре, где работает.
В 1973 году впервые вышла замуж за актёра Веслава Дымна и сменила фамилию Дзядык на фамилию мужа.
Анна Дымна сыграла много ведущих ролей, в том числе — роль Маргариты в польской экранизации «Мастер и Маргарита» 1988 года режиссёра Мацея Войтышко, по мотивам одноимённого романа Михаила Булгакова. Советскому зрителю Анна Дымна особенно запомнилась в роли Марыси Вильчур в фильме режиссёра Ежи Гоффмана — «Знахарь» (экранизация 1982 года по одноимённому роману Тадеуша Доленги-Мостовича).
Анна Дымна совмещает работу с благотворительной деятельностью. Анна — учредитель многих благотворительных акций и фондов. Она помогает беженцам, ведёт семинары и сеансы арт-терапии для людей с ограниченными возможностями. В 2001 году она организовала Фестиваль музыки и театра для инвалидов, который теперь проходит ежегодно.

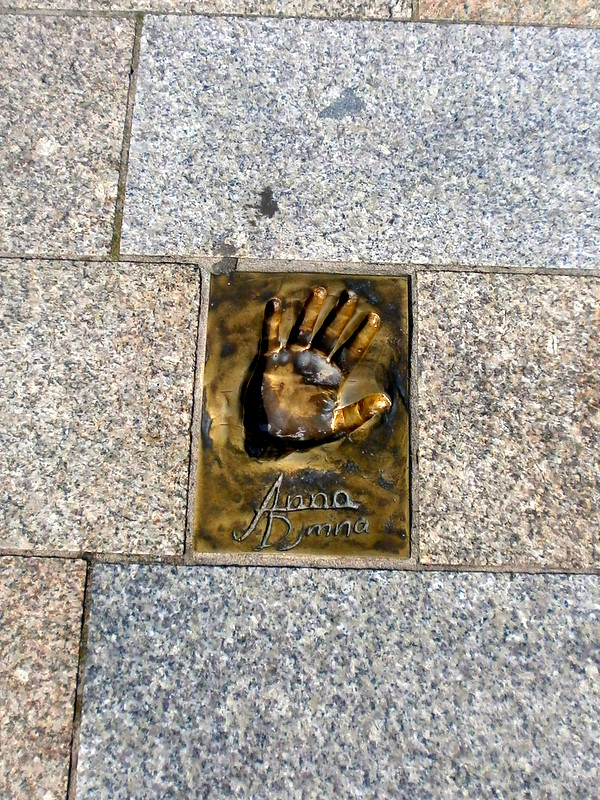
Знак на аллее звёзд в Мендзыздрое

## Награды и премии
- В 1994 году — присуждена театральная премия.
- В 2000 году — награждена медалью за благотворительность.
- В 2003 году — присуждена литературная премия.
- В 2004 году — награждена орденом за благотворительность в Фонде детей-инвалидов.
- В 2006 году — «Женщина года» (ежемесячный журнал «Твой стиль» / «Twój Styl»).

## Избранная фильмография
- 1971 —  Piec i pól bladego Józka —  Kaтаржина
- 1972 —  Как далеко, как близко —  неизвестная
- 1973 —  Droga   —  Аня Павляк
- 1973 —  Секрет —  студентка Урсула
- 1974 —  Яношик —  Кларыся
- 1976 —  Прокажённая —  Мелания Барская
- 1978 —  До последней капли крови — Аня Гавлик-Карская
- 1979 —  Венгерская рапсодия   —  Анна
- 1981 —  Знахарь — Марыся
- 1982 — Эпитафия для Барбары Радзивилл — Барбара Радзивилл
- 1988 —  Мастер и Маргарита —  Маргарита
- 1995 —  Дама с камелиями —  Пруденция Дювернуа
- 2001 / 2002 —  Ведьмак —  Неннеке
- 2003 —  Древнее предание: Когда солнце было богом —  Яга
- 2006 —  Одиночество в Сети —  мама Натальи
- 2010 —  Блондинка —  Озогова
- 2016 —  Школа соблазнения Чеслава М. —  фея

## Семейное положение
- Первый муж Анны — Веслав Дымны[пол.] (пол. Wiesław Dymny) был польским актёром и сценаристом. Веслав был старше Анны на 15 лет. В 1973 году они поженились. 12 февраля 1978 года Веслав Дымны погиб. Анна Дымна часто говорила, что Веслав Дымны был яркой личностью и оказал огромное влияние на неё.
- Второй муж — Збигнев Шота (пол. Zbigniew Szota), они поженились в 1983 году, в 1989 году — развелись. От этого брака в 1986 году родился сын Михал (Michał Szota).
- Третий (нынешний) муж — Кшиштоф Ожеховский[пол.] (пол. Krzysztof Orzechowski) — актёр и режиссёр, директор театра в Кракове.